# يوسف عثمان طومال
اللواء يوسف عثمان "طومال" (بالصومالية: Yuusuf Cusmaan Duumaal)‏ مسؤول عسكري صومالي شغل منصب قائد القوات المسلحة في الفترة ما بين 14 مايو 2009 و6 ديسمبر 2009

## حياته المهنية
بدأ حياته المهنية كضابط في الجيش الصومالي، ونُقل في عام 1988 إلى الشرطة، ورُقي إلى منصب مفوض شرطة محافظة بنادر، ثم إلى نائب مفوض عمليات الشرطة الوطنية
في 14 مايو 2009 عُين طومال قائدًا للقوات المسلحة الصومالية.  بعد ترقيته إلى رتبة عميد.
خلفه في المنصب محمد جيلي كاهيي في 6 ديسمبر 2009.  